# Agabetes acuductus
Agabetes acuductus là một loài bọ cánh cứng trong họ Bọ nước. Loài này được Harris miêu tả khoa học năm 1828.